# القشاشية
القشاشية، حارة مكيّة تاريخية، محاذية للحرم المكي، ورد ذكرها عرضاً في الأرج المسكي (ص 43) كما أنه ورد لفظة مكان القشاشين في الأرج المسكي " (ص 45) وقصد به المكان الواقع بين الميلين في المسعى، والقشاشون هم بائعوا الحرير.

## سبب التسمية
تنسب إلى الشيخ صفي الدين القشاشي من عهد الأتراك بمكة المكرمة، وقد سكنت أسرته في تلك الجهة؛ فُنسبت إليهم، وقد كان يسكن مكة في أوائل القرن الحادي عشر الهجري، وتقع القشاشية في الجهة الشرقية من المسجد الحرام، وتبدأ من سوق الليل عند قهوة الحدود التي سُميت بها وتمتد إلى جبل الخندقة.

## عين القشاشية
تقع بوادي فاطمة على القرب من الوادي الأيسر المنحدر معه، وكانت من أملاك الشريف عون الرفيق أمير مكة في أوائل القرن الرابع عشر الهجري، ثم آلت إلى مجموعة من الناس منهم الشريف علي بن أحمد بن منصور الكريمي البركاتي، وقد ملك أكثرها بالشراء وظلت تحت يده إلى أوائل العهد السعودي ومن شركائه فيها الأمير 
عبدالله الفيصل، واعتنى بها وأصلح ما كان يحتاج للأصلاح ونظف قنواتها من الشوائب والأتربة حتى أصبحت من أغزر العيون ماءً، وغرس فيها الكثير من النخيل ومختلف الأشجار، وخلال فترة حكم والده الملك فيصل بن عبدالعزيز آل سعود شُحت مياه مكة لاتساع رقعة العمران، مما دفع الحكومة السعودية إلى أن تشتري القشاشية من الأمير عبد الله الفيصل وإدخالها إلى أسفل مكة لسقيا المحلات الجديدة.

## انظر ايضاً
- مكة المكرمة
- عالية بنت علي

## وصلات خارجية
- حي الــ 3 آلاف فانوس وحاضن القصور الفارهة.
- عين القشاشية وعين الدبة وعين الفايحة وعين أبوحصاني وعين الخلص وعين الدخان كلها من ملك الشريف عون الرفيق أمير مكة.